# Platybdella anarrhichae
Platybdella anarrhichae is een ringworm uit de familie van de Piscicolidae. De wetenschappelijke naam van de soort is voor het eerst geldig gepubliceerd in 1859 door Diesing.